# Semiothisa unicolorata
Semiothisa unicolorata är en fjärilsart som beskrevs av Richardson 1952. Semiothisa unicolorata ingår i släktet Semiothisa och familjen mätare. Inga underarter finns listade i Catalogue of Life.